# Ancient Conquest
Ancient Conquest або ж Ancient Conquest: Quest for the Golden Fleece (спочатку Admiral: Ancient Ships) — стратегія в реальному часі для персональних комп'ютерів на базі Microsoft Windows, розроблена вихідцями з луганської студії Meridian'93. У продажу гра з'явилася навесні 1999 року.

## Ігровий процес
Події гри відбуваються у сетинґу давньогрецької міфології. Сюжет базується на міфі про Ясона та аргонавтів. Ясонів дядько захопив його трон, проте згоден повернути юнакові царство в обмін на легендарне Золоте руно. Ясон підбирає собі команду та вирушає в подорож.
За жанром Ancient Conquest це стратегія в реальному часі з ізометричною проєкцією. Ігровий процес зосереджений на морському промислу. Основні бойові та мирні одиниці — кораблі. Відповідно, всі будівлі у грі так чи інакше пов'язані з їх обслуговуванням.
Судна поділяються на два види: торгові та бойові. Торгові судна мандруючи збирають два основні ігрові ресурси, рибу та бурштин, та доставляють їх на базу гравця. За них можна купувати нові кораблі, зводити будівлі, наймати військо, проводити дослідження задля вдосконалення своїх технологій тощо. Бойові кораблі діляться на шість типів, кожен з яких має свої особливості: одні краще підходять для знищення ворожого флоту, інші — живої сили супротивника, треті — для осади фортів і так далі. На кораблі можна заводити військо, включно зі спеціальними механізмами на зразок баліст.
У морських боях крім обстрілу ворожих кораблів можна також вдаватися до тарана чи абордажу. Швидкість суден змінюється залежно від напрямку вітру, для обстрілу чи тарану корабля потрібно спочатку зайняти відповідне положення. Звичайно, гравцю не потрібно постійно коригувати дії кожного корабля окремо, проте пам'ятаючи про ці особливості гри він зможе швидше виводити свій флот на більш вигідні позиції та першим починати атаку.
Система керування флотом дозволяє встановлювати патерни поведінки. Кораблям можна наказати вдаватися лише до певного способу атаки, патрулювати чи досліджувати акваторію, захищати певні зони чи формувати конвої.
Ближче до кінця гра трохи більше концентрується на дослідженнях. Гравець отримує можливість будувати храми та використовувати заклинання, а також будувати цехи та майстерні аби вдосконалювати броню та зброю.
За сюжетом гравцеві іноді зустрічатимуться герої — спеціальні персонажі, котрих можна буде взяти в команду, і котрі додаватимуть певні здібності кораблям, на яких знаходяться.
Окрім ворожих фракцій персів та варварів, що відповідно мають власні порти та флот, в морі зустрічаються й інші вороги та перешкоди: сирени, гарпії, медузи, циклопи, мінотаври, дракони, акули, водоверті та чаклуни, що кидають в вас вогняними кулями.
Кампанія складається з 14 сюжетних місій. Крім них гравцеві доступно 15 окремих місій поза основною кампанією. Додатково наявно 25 окремих мап, на яких в режимі мультиплеєра може одночасно грати до 8 осіб. Також у розпорядженні гравця редактор сценаріїв, за допомогою якого він може сам створити нову локацію.

## Розробка
Після комерційного успіху свого дебютного проєкту Admiral Sea Battles компанія Meridian'93 одразу ж почала роботу над його ідейним продовженням. Гра, котру було анонсовано у 1997 році, мала назву Admiral: Ancient Ships. Ігровий процес був вже не покроковим, а відбувався в реальному часі. Робота над грою довгий час велася в Луганську, де базувалася Meridian'93. Проте того ж року компанія Megamedia (видавець першого проєкту студії) перевезла майже усіх розробників до Австралії, де вони продовжили роботу над продуктом, що у підсумку отримав назву Ancient Conquest: Quest for the Golden Fleece.
Основу команди, що працювала над грою, складали ті ж люди, що розробили попередню гру. Геймдизайном та програмуванням займався Андрій Дорощук, над графікою працювали Дмитро Прокопов і Віктор Силак, звуки та музичне оформлення створив Андрій Василенко.
Протягом 1998 року розробники постійно оновлювали у мережі безоплатну демоверсію гри. Випустити комерційний продукт планувалося наприкінці 1998, проте реліз все ж відбувся навесні 1999 року. Гра вийшла на компакт-дисках, продаж у США розпочався 12 квітня 1999 року за ціною близько $45.

## Оцінки та відгуки
| Видання | Оцінка |
| ------- | ------ |
| GamePro | 4/5    |

Гра отримала змішані відгуки критиків.
Барі Бренсел (англ. Barry Brenesal) у статті для видання GamePro дуже високо оцінив українську розробку. За його словами, «нехай в ній не так багато будівель чи юнітів, як в C&C, хай немає кількох фракцій з різними ігровими стратегіями, як в StarCraft, хай вона не так гарно виглядає, як Myth II, проте її самобутні сетинґ та механіка, морські бої, ігрові сценарії та зразковий штучний інтелект вдихають нове життя в жанр RTS».
Натомість видання The Adrenaline Vault, котре влітку 1998 року опублікувало дуже схвальний відгук про попередню роботу розробників, Admiral Sea Battles, через рік писало вже про Ancient Conquest досить прохолодно: «Схоже, що гру було створено досить давно, і лишень зараз вона з'явилася в продажу. <...> Свого часу Warcraft спрямувала жанр RTS у свіже русло; і тепер, коли стратегії пропонують гравцям ефектну графіку та унікальний геймплей, Ancient Conquest використовує двовимірну графіку, обмежений вибір юнітів та коротку кампанію протягом котрої потрібно лише повторювати одне й те саме безліч разів. Це не погана гра, просто наразі вона вже не сучасна».